# José Luis Artetxe
José Luis Artetxe Muguire, né le 28 juin 1930 à Algorta (Pays basque, Espagne) et mort le 19 mars 2016, est un footballeur espagnol qui jouait au poste d'attaquant avec l'Athletic Bilbao dans les années 1950.

## Biographie
José Luis Artetxe débute en première division lors de la saison 1950-1951 lors d'un match perdu par l'Athetic Bilbao sur le score de 4 à 0 face à l'Atlético Madrid le 10 septembre 1950.
Après 14 saisons avec l'Athletic, il met un terme à sa carrière en 1964.
Artetxe est un des 10 meilleurs buteurs de l'histoire de l'Athletic avec 133 buts, dont 105 en championnat d'Espagne. Il figure parmi les 70 meilleurs buteurs de l'histoire du championnat espagnol.

## Palmarès
Avec l'Athletic Bilbao :
- Championnat d'Espagne : 1956
- Coupe d'Espagne : 1955, 1956 et 1958